# Стратан, Андрей Васильевич
Андрей Васильевич Стратан (рум. Andrei Stratan; род. 3 сентября 1966, Кишинёв, Молдавская ССР, СССР) — молдавский политический и государственный деятель, дипломат. Министр иностранных дел и европейской интеграции Республики Молдова (2004—2009).
Первый заместитель министра иностранных дел Республики Молдова (2003—2004). Председатель Республиканской партии Молдовы (2010—2015). Кандидат экономических наук (1991).

## Биография
Родился 3 сентября 1966 года в Кишинёве.

### Образование
С 1983 по 1987 год учился на экономическом факультете Технического университета Молдовы.
С 1996 по 2000 год учился на юридическом факультете Молдавского государственного университета.
Кандидат экономических наук (1991). Защитил диссертацию на тему: Организационно-экономические методы повышения эффективности производства в мясной промышленности: на материалах предприятий мясной промышленности министерства сельского хозяйства и продовольствия Республики Молдова.

### Трудовая деятельность
После окончания учёбы работал в Главном управлении государственного таможенного контроля при Совете Министров СССР (1991—1992), затем был переведён в Таможенный департамент Республики Молдова (позднее реорганизован в Таможенную службу Республики Молдова). Последовательно занимал должности заместителя директора (1995—1997), первого заместителя генерального директора (1997—1999) и генерального директора (1999—2002). За многолетнюю и добросовестную работу в органах таможенной службы, существенный вклад в организацию и совершенствование деятельности Департамента таможенного контроля 3 сентября 1996 года Президент Республики Молдова Мирча Снегур присвоил Андрею Стратану персональное звание «Государственный советник таможенной службы третьего ранга» и звание «генерал-майор».
С 2002 года работал в министерстве иностранных дел Республики Молдова — посол по специальным поручениям, национальный координатор Пакта стабильности для Юго-Восточной Европы и глава Национального бюро Пакта стабильности.
С 11 июня 2003 по 4 февраля 2004 года — первый заместитель министра иностранных дел Республики Молдова.
С 4 февраля 2004 по 25 сентября 2009 года — министр иностранных дел и европейской интеграции Республики Молдова (до 2005 года министр иностранных дел).
С 19 апреля 2005 по 25 сентября 2009 года — вице-премьер-министр Республики Молдова в правительствах Василия Тарлева и Зинаиды Гречаный.
В 2010 году избран председателем Республиканской партии Молдовы.. Занимал должность до 2015 года.
На местных выборах 2015 года баллотировался в Муниципальный совет Кишинёва по спискам Партии социалистов Республики Молдова, и 14 июня 2015 года получил мандат муниципального советника.
В настоящее время является почётным консулом Черногории в Республике Молдова.

## Семья
Женат, имеет двоих детей.

## Награды
- Орден «За заслуги» I степени (19 августа 2006, Украина) — за весомый личный вклад в развитие международного сотрудничества, укрепление авторитета и положительного имиджа Украины в мире, популяризацию её исторических и современных достижений[6]